# Alamak
Alamak o Almach (γ Andromedae / γ And / 57 Andromedae) es la tercera estrella más brillante de la constelación de Andrómeda, después de Alpheratz (α Andromedae) y Mirach (β Andromedae). Se encuentra a 350 años luz del sistema solar. Con pequeños telescopios se puede resolver en una estrella doble con ambas componentes separadas unos diez segundos de arco, siendo un objetivo interesante para el astrónomo aficionado.
La estrella más brillante del par, Alamak A o γ1 Andromedae (HD 12533), tiene magnitud aparente +2.19 y es una gigante naranja luminosa de tipo espectral K3IIb con una temperatura aproximada de 4500 K. Tiene un radio ochenta veces más grande que el radio solar y una luminosidad unas 2000 veces mayor que la del Sol.
La otra componente, γ2 Andromedae (HD 12534), es a su vez una estrella binaria, formada por una estrella de tipo espectral B8V, Alamak B, y otra de tipo A0V, Alamak C. Estas dos estrellas están separadas una media de 33 au y su período orbital es de 63.7 años. Alamak B vuelve a ser una binaria espectroscópica, con las dos componentes muy próximas entre sí en una órbita que completan cada 2.7 días. Una masa conjunta de 8.7 masas solares para γ2 Andromedae permite estimar la cuarta componente del sistema como una estrella blanca de la secuencia principal de tipo A7 o similar.